# Кривошиїнська сільська рада
| Кривошиїнська сільська рада — колишній орган місцевого самоврядування у Сквирському районі Київської області з адміністративним центром у с. Кривошиїнці. Сільській раді були підпорядковані населені пункти: - с. Кривошиїнці - с. Цапіївка |

## Склад ради
Рада складалася з 15 депутатів та голови.

### Керівний склад ради
| ПІБ                          | Основні відомості                                                                  | Дата обрання | Дата звільнення |
| ---------------------------- | ---------------------------------------------------------------------------------- | ------------ | --------------- |
| Маційчук Анатолій Васильович | Сільський голова, 1947 року народження, освіта, член Соціалістичної партії України | 26.03.2006   | 31.10.2010      |
| Дубець Віктор Іванович       | Сільський голова, 1963 року народження, освіта вища, безпартійний                  | 31.10.2010   |                 |

Примітка: таблиця складена за даними джерела